# Темпоральный финитизм
Темпоральный финитизм — учение о том, что время конечно в прошлом. Согласно философским воззрениям Аристотеля, изложенным в его «Физике», хотя пространство конечно, время бесконечно. Это учение создало проблемы для средневековых исламских, иудейских и христианских философов, которые были не в состоянии примирить аристотелевскую концепцию вечности с библейским повествованием о сотворении мира.
Современная космогония, опираясь больше на физические, чем на философские основания, принимает в большей степени финитизм в форме теории Большого Взрыва, чем теорию стационарной Вселенной, которая допускает бесконечную Вселенную.

## Средневековые истоки
В отличие от древнегреческих философов, которые считали, что Вселенная имеет бесконечное прошлое, не имеющее начала, средневековые философы и теологи разработали концепцию Вселенной, имеющей конечное прошлое. Этот взгляд был вдохновлён представлением о сотворении мира, общим для всех трёх авраамических религий — иудаизма, христианства и ислама.
До Маймонида считалось, что можно философски доказать теорию творения. Например, космологический аргумент Калама исходил из того, что сотворение мира доказуемо. Маймонид полагал, что ни творение, ни аристотелевское бесконечное время недоказуемы или, по крайней мере, никаких доказательств того или другого нет. (По мнению исследователей его работ, он не проводил формального различия между недоказуемостью и простым отсутствием доказательств.) Фома Аквинский находился под влиянием этой точки зрения и утверждал в своей «Сумме теологии», что ни одна из этих гипотез недоказуема. Некоторые из еврейских последователей Маймонида, включая Леви бен Гершома и Крескаса, наоборот, считали, что вопрос разрешим философски.
Иоанн Филопон, вероятно, был первым, кто использовал аргумент, что бесконечное время исключает темпоральный финитизм. В этом за ним последовали многие другие, в том числе св. Бонавентура.
У Иоанна Филопона было несколько аргументов в пользу темпорального финитизма. Сочинение «Contra Aristotlem» утрачено и известно главным образом в цитатах, приведённых Симпликием Киликийским в его комментариях на аристотелевские «Физику» и «De Caelo». Филопоново опровержение Аристотеля излагается в шести книгах, из них первые пять комментируют «De Caelo», а шестая «Физику», и из комментариев к Филопону, сделанных Симпликием, можно заключить, что оно было довольно длинным.
Полное изложение нескольких аргументов Филопона в передаче Симпликия можно найти у Ричарда Сорабджи.
Работы Филопона были восприняты многими; его первый аргумент против бесконечного прошлого, будучи «аргументом от невозможности существования актуально бесконечного», в котором говорится:
«Актуально бесконечное не может существовать».
«Бесконечный временной регресс событий является актуально бесконечным».
«Таким образом, бесконечный временной регресс событий не может существовать».
Этот аргумент зависит от (недоказанного) утверждения, что актуально бесконечное не может существовать; и что бесконечное прошлое подразумевает бесконечную череду «событий», слово, у которого нет чёткого определения. Второй аргумент, «аргумент от невозможности завершения актуально бесконечного путём последовательного добавления», гласит:
«Актуально бесконечное не может быть завершено путём последовательного добавления».
«Временной ряд прошлых событий завершён путём последовательного добавления».
«Таким образом, временной ряд прошлых событий не может быть актуально бесконечным».
Первое положение справедливо говорит, что из конечного (числа) невозможно получить бесконечное путём конечного прибавления дополнительного количества конечных чисел. Второй вращается вокруг этого; аналогичная идея в математике, что (бесконечная) последовательность отрицательных чисел «...-3, -2, -1» может быть расширена добавлением ноля, затем единицы и так далее, вполне валидна.
Оба аргумента были восприняты позднейшими христианскими философами и теологами, и второй аргумент, в частности, стал более известным после того, как был принят Иммануилом Кантом в тезисе его первой антиномии, касающейся времени.

## Современное возрождение
Аргументы Иммануила Канта в пользу темпорального финитизма, по крайней мере в одном аспекте, в его первой антиномии состоят в следующем:

...допустим, что мир не имеет начала во времени, тогда до всякого данного момента времени протекла вечность и, стало быть, прошел бесконечный ряд следующих друг за другом состояний вещей в мире. Но бесконечность ряда именно в том и состоит, что он никогда не может быть закончен путем последовательного синтеза. Стало быть, бесконечный прошедший мировой ряд невозможен; значит, начало мира есть необходимое условие его существования... — Кант И. Критика чистого разума. I. Трансцендентальное учение о началах. Часть вторая. Трансцендентальная логика. Отдел второй. Трансцендентальная диалектика. Книга вторая. О диалектических выводах чистого разума. Глава вторая. Антиномия чистого разума. Раздел второй. Антитетика чистого разума
Современная математика, как правило, включает в себя бесконечность. Для большинства целей бесконечность просто удобна; если подходить более тщательно, она присутствует или нет в зависимости от того, принята ли аксиома бесконечности. Это математическое понятие бесконечности; будучи способно обосновать полезные аналогии или способы мышления о физическом мире, оно ничего не говорит напрямую о физическом мире. Георг Кантор выделил два разных вида бесконечности. Первый, используемый при счислении, он назвал переменным конечным или потенциально бесконечным, оно изображается знаком {\displaystyle \infty } (известным как лемниската). Второй — актуально бесконечное, которое Кантор назвал «истинно бесконечным». Его представление о трансфинитной арифметике стало стандартной системой для работы с бесконечностью с использованием теории множеств. Давид Гильберт считал, что актуально бесконечное играет роль только в абстрактной области математики. «Бесконечное нигде не может быть найдено в реальности. Оно не существует в природе и не служит законным основанием для рационального мышления... Роль, которую осталось играть бесконечному — исключительно роль идеи». Философ Уильям Лейн Крейг утверждает, что если прошлое было бесконечно длительным, то это предполагает наличие актуально бесконечных в реальности.
Крейг и Синклер также утверждают, что актуально бесконечное не может быть сформировано путем последовательного добавления. Совершенно независимо от нелепостей, вытекающих из актуально бесконечного количества прошлых событий, формирование актуально бесконечного имеет свои собственные проблемы. Для любого конечного числа n n+1 равно конечному числу. Актуальная бесконечность не имеет непосредственного предшественника.
Парадокс Тристрама Шенди — это попытка проиллюстрировать абсурдность бесконечного прошлого. Представьте Тристрама Шенди, бессмертного человека, который пишет свою биографию так медленно, что на описание каждого дня своей жизни ему требуется год. Предположим, что Шенди существовал всегда. Поскольку существует взаимно-однозначное соответствие между количеством прожитых дней и количеством прожитых лет в бесконечном прошлом, можно рассуждать, что Шенди мог бы написать всю свою автобиографию. С другой точки зрения Шенди оказывался бы всё дальше и дальше позади себя, и данная прошлая вечность была бы бесконечно далеко позади него.
Крейг просит нас предположить, что мы встретили человека, который утверждает, что ведёт обратный отсчёт от бесконечности и сейчас заканчивает считать. Мы могли бы спросить, почему он не закончил считать вчера или позавчера, поскольку вечность уже прошла бы к тому времени. Фактически для любого дня в прошлом если человек закончил счёт в день n, он мог бы закончить счёт в день n-1. Из этого следует, что человек не мог закончить счёт в какой-либо момент в конечном прошлом, поскольку он бы уже это сделал ранее.
Физик Дэвис выводит происхождение Вселенной в конечное время совершенно иным путём, из физических оснований: «Вселенная в конце концов умирает, так сказать, погрязая в собственной энтропии. Это известно среди физиков как 'тепловая смерть' Вселенной... Вселенная не могла существовать вечно, иначе она бы достигла своего конечного равновесия бесконечное время назад. Вывод: Вселенная не всегда существовала».

## Критическое восприятие
Кантовский аргумент в защиту финитизма широко обсуждался; например, Джонатан Беннет указывает, что кантовские рассуждения не являются правильным логическим доказательством: его утверждение, что «бесконечность ряда именно в том и состоит, что он никогда не может быть закончен путем последовательного синтеза. Стало быть, бесконечный прошедший мировой ряд невозможен» предполагает, что Вселенная была создана в начале, а затем распространилась оттуда, что, видимо, следует из этого заключения. Например, вселенная, которая просто существует и не была создана, или вселенная, которая была создана как бесконечная прогрессия, всё ещё были бы возможны. Беннет цитирует Стросона:

Временной процесс, и завершённый и бесконечный по продолжительности, кажется невозможным только при условии, что у него есть начало. Если... убеждают, что мы не можем представить себе процесс рассмотрения, которое не имеет начала, то мы должны спросить, насколько уместно и по какому праву вообще в это обсуждение вводится понятие рассмотрения.
Некоторый критицизм аргумента Уильяма Лейна Крейга в защиту темпорального финитизма был обсуждён и дополнен Stephen'ом Puryear.
Он излагает аргумент Крейга так:
1. Если Вселенная не имеет начала, тогда прошлое должно состоять из бесконечной временно́й последовательности событий.
2. Бесконечная временна́я последовательность прошлых событий была бы актуально, а не только потенциально, бесконечной.
3. Невозможно, чтобы последовательность, формируемая путём последовательного добавления, была актуально бесконечной.
4. Временна́я последовательность прошлых событий образовалась путём последовательного добавления.
5. Следовательно, Вселенная имела начало.

Puryear указывает на то, что у Аристотеля и Фомы Аквинского были противоположные взгляды относительно пункта 2, но наиболее спорным является пункт 3. Puryear говорит, что многие философы были несогласны с пунктом 3, и добавляет своё собственное возражение:

Учитывайте, что вещи перемещаются из одной точки пространства в другую. При этом движущийся объект проходит через актуальную бесконечность промежуточных точек. Следовательно, движение включает пересечение актуально бесконечного ... Соответственно, конечность этой полосы должна быть ошибочной. Точно так же каждый раз, когда некоторый промежуток времени проходит, актуально бесконечное пересечено, а именно, актуальная бесконечность моментов, которые составляют тот промежуток времени.
Затем Puryear указывает, что Крейг защитил свою позицию, говоря, что время могло бы или должно быть естественно разделено и, таким образом, не существует актуальной бесконечности мгновений между двумя значениями времени. Puryear затем продолжает, говоря, что если Крейг хочет превратить бесконечность точек в конечное число делений, то пункты 1, 2 и 4 неверны.
Статья Льюиса Дж. Суингровера доказывает ряд положений, относящихся к идее, что «нелепости» Крейга не являются противоречиями в себе: они все или математически последовательны (как гостиница Гильберта или человек, ведущий обратный отсчёт к сегодняшнему дню), или не приводят к неизбежным выводам. Он утверждает, что если предполагать, что любая математически последовательная модель метафизически возможна, тогда можно показать, что бесконечная временна́я цепь метафизически возможна, так как можно показать, что существуют математически последовательные модели бесконечной прогрессии времён. Он также говорит, что Крейг мог ошибаться, предполагая, что поскольку бесконечно продлённый временной ряд содержал бы бесконечное число времён, то он должен был бы содержать число «бесконечность».
Квентин Смит атакует «их предположение, что бесконечный ряд прошлых событий должен содержать некоторые события, отделённые от настоящего события бесконечным количеством промежуточных событий, и что, следовательно, из одного из этих бесконечно далёких событий прошлого настоящее никогда не могло бы быть достигнуто».
Смит утверждает, что Крейг и Уилтроу делают кардинальную ошибку, путая бесконечную последовательность с последовательностью, члены которой должны быть разделены бесконечностью: ни одно из целых чисел не отделено от какого-либо другого целого числа бесконечным количеством целых чисел, так зачем утверждать, что бесконечный ряд времён должен содержать время, бесконечно далёкое в прошлом.
Смит затем говорит, что Крейг использует ложные предпосылки, когда делает утверждения о бесконечных совокупностях (в частности, относящихся к Гостинице Гильберта и бесконечным множествам, эквивалентным их подмножествам), часто основываясь на признании вещей «невероятными», когда в действительности они математически корректны. Он также указывает, что парадокс Тристрама Шенди математически последователен, но некоторые из выводов Крейга о том, когда биография была бы закончена, неверны.
Эллери Иллс подробно останавливается на этом последнем пункте, показывая, что парадокс Тристрама Шенди внутренне непротиворечив и полностью совместим с бесконечной Вселенной.
Грэм Оппи, вовлечённый в дискуссию с Одербергом, указывает на то, что история Тристрама Шенди была использована во многих вариантах. Для того чтобы она была полезна сторонникам временно́го финитизма, должен быть найден вариант,  логически последовательный и несовместимый с бесконечной Вселенной. Чтобы убедиться в этом, обратите внимание, что этот аргумент работает следующим образом:
1. Если бесконечное прошлое возможно, то история Тристрама Шенди должна быть возможна
2. История Тристрама Шенди приводит к противоречию.
3. Таким образом, бесконечное прошлое невозможно.

Проблема для сторонника финитизма состоит в том, что пункт 1 необязательно верен. Если, например, версия истории Тристрама Шенди внутренне противоречива, то сторонник инфинитизма мог бы просто утверждать, что бесконечное прошлое возможно, но именно Тристрам Шенди — нет, потому что его история внутренне непоследовательна. Oppy затем перечисляет различные варианты истории Тристрама Шенди, которые были выдвинуты, и показывает, что или они все внутренне противоречивы, или они не приводят к противоречию.